# Radotínský hřbitov (Na Pískách)
Radotínský hřbitov v lokalitě Na Pískách se nachází v Praze 5 v Radotíně v ulici Zderazská, západně od města. Má rozlohu 0,8 hektaru.

## O hřbitově
Hřbitov byl založen roku 1984 jako nejnovější část radotínského hřbitova, který se nachází v centru města. Leží nad městem v lokalitě Na Pískách, na okraji radotínského Velkého háje, který je součástí Chráněné krajinné oblasti Český kras, v sousedství přírodní rezervace Staňkovka. Jeho severozápadní hřbitovní zeď stojí na hranici Prahy.
Na rozdíl od většiny hřbitovů na území Hlavního města Prahy radotínský hřbitov nespravuje Správa pražských hřbitovů, ale Technické služby Praha - Radotín.
V okolí hřbitova se nachází starověká pohřebiště.